# Carex toyoshimae
Carex toyoshimae är en halvgräsart som beskrevs av Takasi Tuyama. Carex toyoshimae ingår i släktet starrar, och familjen halvgräs. Inga underarter finns listade i Catalogue of Life.